# Ficobilisoma

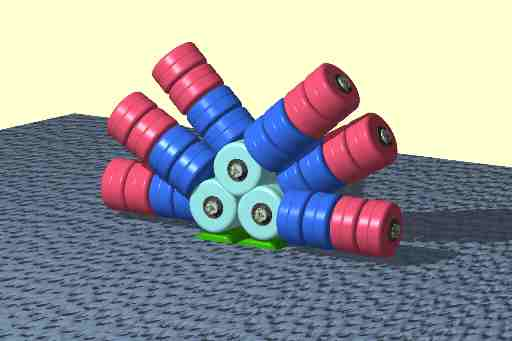
Representación de las subunidades proteicas de un ficobilisoma.

Los ficobilisomas son complejos supramoleculares de pigmentos solubles en agua que sirven principalmente como antenas recolectoras de luz en cianobacterias y algas rojas encontrados en la superficie de la membrana tilacoidal de estos microorganismos dispuestos en filas a menudo paralelos entre sí.
Los ficobilisomas se componen en gran parte de ficobiliproteínas (PBP), una familia homóloga  de cromoproteínas solubles en agua. En las cianobacterias y en las algas rojas, estas proteínas pueden representar hasta el 40-50 ~ del total de proteína celular. 
Deben su absorción visible intensa a las propiedades de los cromóforos con  la presencia del tetrapirrol lineal, que está unido covalentemente al polipéptido en cadenas .
Las ficobilinas sirven también como pigmentos captadores de luz. Estos pigmentos absorben luz a lambdas más cortas (550, 620 y 660 nm) que las clorofilas, por lo que pueden aumentar la absorción de la luz en los microorganismos que viven en zonas menos iluminadas
- Datos: Q22327713